# Her Escape
Her Escape è un cortometraggio muto del 1914 diretto da Joseph De Grasse.

## Produzione
Il film fu prodotto dalla Rex Motion Picture Company.

## Distribuzione
Distribuito dall'Universal Film Manufacturing Company, il film uscì nelle sale cinematografiche USA il 27 dicembre 1914.